# Владичень
Владиче́нь — село Болградської міської громади Болградського району Одеської області в Україні. Населення становить 1263 осіб.
Поблизу села розташовано ландшафтний заказник місцевого значення Виноградівка, ландшафтний заказник місцевого значення Тополине.

## Географія
Владичень розташована в південно-західній частині Одеської області. Зі східного боку село омивається прісноводним озером Ялпуг. Обсяг житлової площі села становить 239 га. Загальна площа земель, що входять до село, становить 4654 га.

## Історія

### Від доісторичної доби до Київської Русі
На території села знайдено залишки поселень епохи міді (Гумельницька культура, IV тисячоліття до н. е.), пізньої бронзи (кінець XX століття до н. е.), скіфського періоду (VI—V ст. до н. е.), перших століть н. е., Салтівської культури (VIII ст. н . е.) і періоду Київської Русі (X—XI століття).

### 19 століття
Село засноване в 1804 році. За іншими даними засноване в 1812 році болгарами з Північної Македонії. У XVII столітті на території нинішнього села Владичень утворилася забруднена місцевість, що розташовується між селами Котловина та Виноградівка. Молдовські жителі, які заселяли в ті часи ці місцевості, назвали цю місцевість умовно «Імпуціта», що в перекладі з молдовської означає «смердючий». Протягом цього часу територія сучасного села населялась імовірно вихідцями з села Болжеларе Філіпопільского повіту Болгарії (у той час регіон входив до складу Македонії). З року заснування до 1850 року село заселяли носії таких прізвищ як Топал, Мавров, Мільов, Нерчевський, Карапетров, Гогів, Каназірський, Кацарський, Дулгер, Плачков, Манойлов, Арнаут, Бакановський, Радів тощо. Через кілька десятків років — місцевість, будучи вже селом, набула зовсім іншого вигляду.
У 1870 р. селище мало власну печатку з гербом — зображенням рака.
У 1878 році за фінансової підтримки парафіян в селі була зведена Свято-Миколаївська церква. Будівництво розпочалося в 1871 році. Церква була названа на честь Миколи Чудотворця.

### Перша світова війна і міжвоєнний період
У 1913 році в селі відбулися виступи малоземельних селян, незадоволених роботою землевпорядної комісії.
У 1918—1940 рр. жителі села активно виступали проти окупації краю Румунією, брали участь в Татарбунарському повстанні 1924 року.

### Друга світова війна
У 1940 році, згідно з пактом Молотова — Ріббентропа село входить до складу СРСР.
Незабаром, румуни відвойовують село.
Владичень був останнім населеним пунктом на теренах Одеської області того часу, відвойованим у нацистів Червоною армією 27 серпня 1944 року.

### Радянська доба (1945—1991)
У 1967 році церква святого Миколи Чудотворця була зруйнована атеїстичним режимом, а залишки будівельних матеріалів були розкрадені.

### Незалежна Україна
З 24 серпня 1991 року село входить до складу незалежної України.
1 березня 2001 за розпорядженням Одеської облдержадміністрації на місці колишнього книжкового складу поряд зі школою був зареєстрований Свято-Миколаївський храм Української православної церкви (Московського патріархату).
У 2004 році Голова Одеської обласної адміністрації Сергій Гриневецький розпорядився виділити з обласного бюджету 700 тисяч гривень (~ $ 100 000) на підготовку села до святкування «60-річчя визволення Одеської області від німецько-фашистських загарбників 27 серпня 1944». На ці кошти було зроблено ремонт Будинку культури, школи, сільської ради, акушерського пункту та бібліотеки. 
27 серпня 2007 року в центрі села навпроти школи був побудований обеліск на честь «радянських воїнів-визволителів» (скульптор Олексій Копйов). На тому ж місці був відновлений фундамент Свято-Миколаївської церкви, зруйнованої в 1967 році, і поставлено великий православний хрест.
На початку березня 2020 року, місцевою владою, у селі було демонтовано пам'ятник В. Леніну.
12 червня 2020 року, відповідно до Розпорядження Кабінету Міністрів України від № 724-р «Про визначення адміністративних центрів та затвердження територій територіальних громад Одеської області», увійшло до складу Болградської міської територіальної громади.
19 липня 2020 року, в результаті адміністративно-територіальної реформи і ліквідації Болградського (1940  – 2020) району, село увійшло до складу новоутвореного Болградського району.

## Сьогодення
На сьогоднішній день село Владичень є одним з головних промислових об'єктів Болградського району. Недалеко від села посеред великого фруктового саду знаходиться занедбана вугільна шахта. Населення Владичень на 2007 рік сягає 1177 чол. (505 чоловіків і 672 жінки). Щільність населення — 0,526250 чол. на кв. м. Всього в селі налічуються 475 житлових будинків.
Сьогодні у селі Владичень проживають переважно бесарабські болгари, а також гагаузи, українці, молдовани, албанці. Мови, на яких в основному спілкуються жителі села — болгарська (місцевий діалект), російська, гагаузька (місцевий діалект), українська та румунська.
У травні 2024 року село відсвяткувало 220 - річчя з часу заснування.

## Населення
Згідно з переписом 1989 року населення села становило 1450 осіб, з яких 684 чоловіки та 766 жінок.
За переписом населення 2001 року в селі мешкало 1214 осіб.

### Мова
Розподіл населення за рідною мовою за даними перепису 2001 року:
| Мова       | Відсоток |
| ---------- | -------- |
| болгарська | 74,43 %  |
| російська  | 11,88 %  |
| гагаузька  | 5,3 %    |
| українська | 4,75 %   |
| румунська  | 3,25 %   |
| білоруська | 0,08 %   |
| вірменська | 0,08 %   |

## Відомі люди
- Олександр Телалім[bg] — живописець.

## Зображення

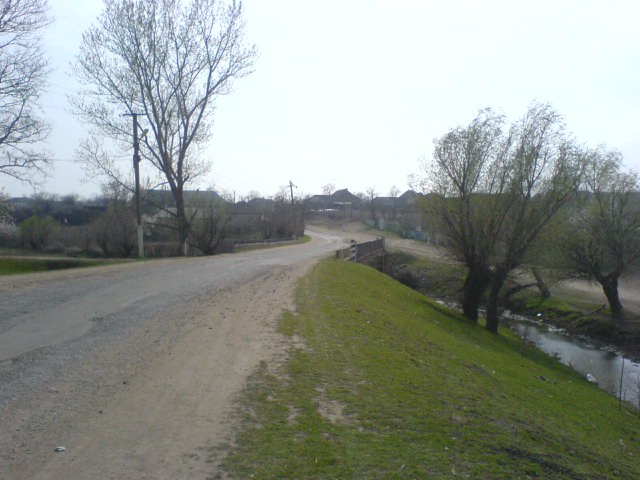
Центральна вулиця
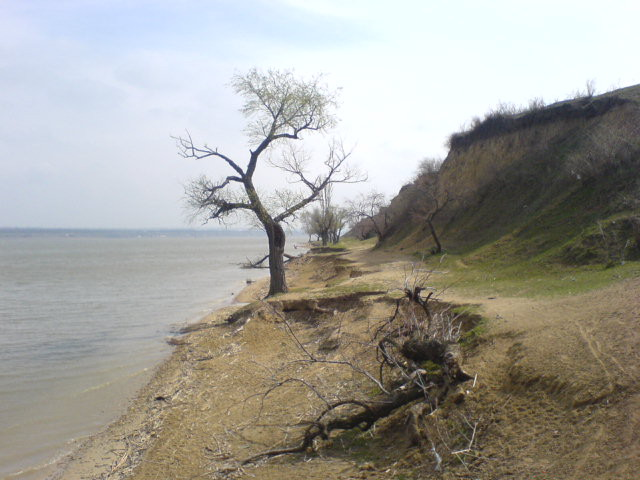
Пляж на озері Ялпуг
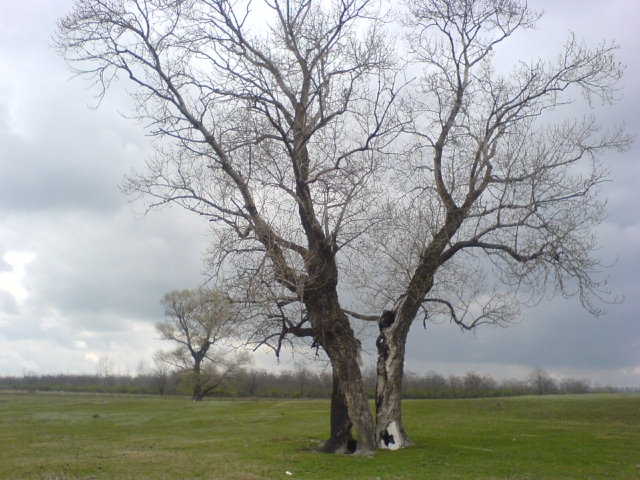
Галявина
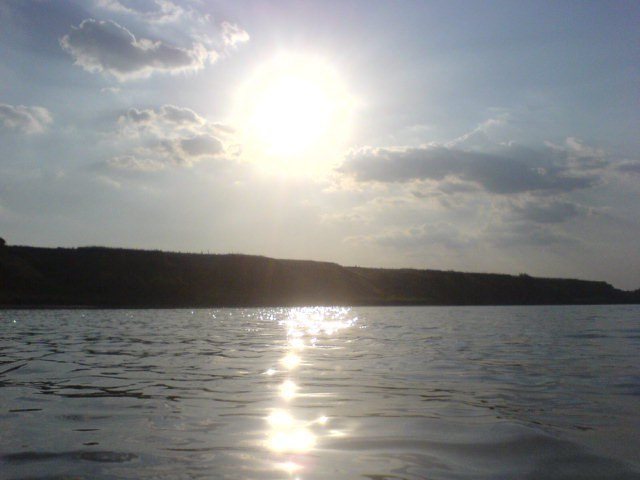
Берег озера
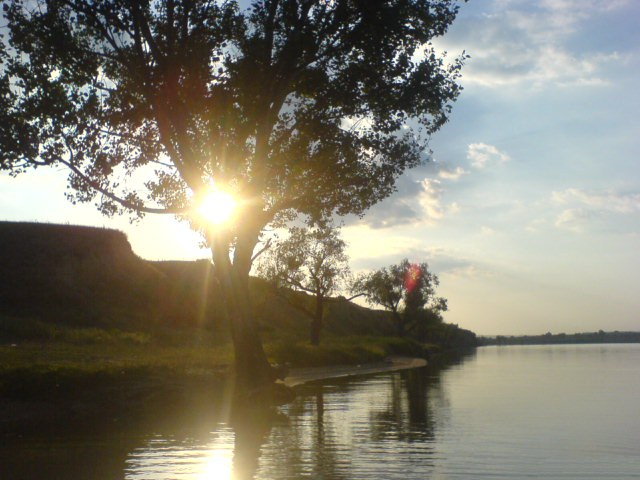
Берег озера